# 阿爾特拉赫霍赫山

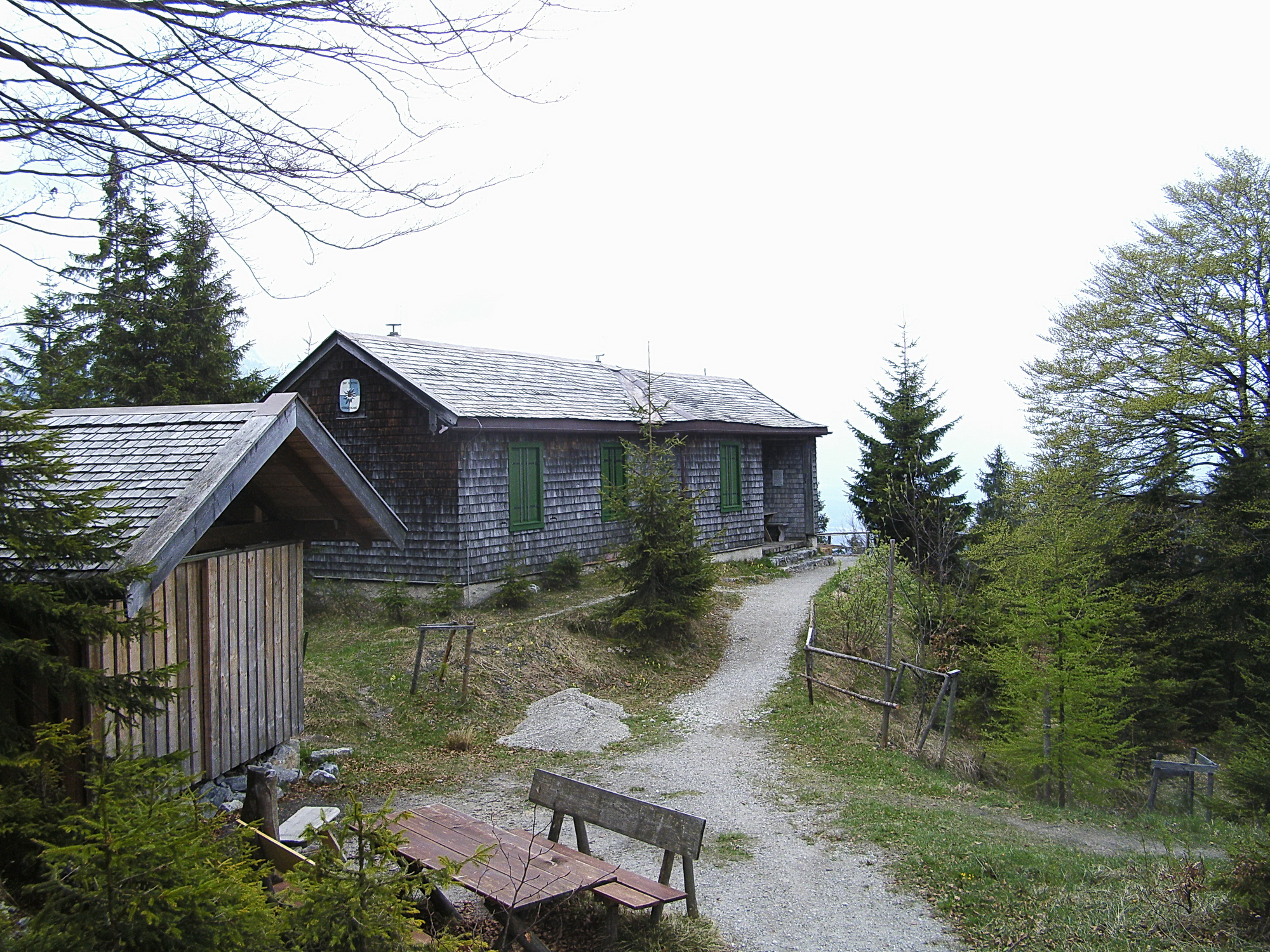

47°33′14″N 11°21′22″E / 47.55383°N 11.35621°E
阿爾特拉赫霍赫山（德語：Altlacher Hochkopf），是德國的山峰，位於該國東南部，由巴伐利亞負責管轄，屬於巴伐利亞前阿爾卑斯山脈的一部分，海拔高度1,328米，每年平均降雨量1,715毫米。